# Championnat du Cap-Vert de football 2010
Navigation
Saison précédente Saison suivante
La saison 2010 du Championnat du Cap-Vert de football est la trente-et-unième édition de la première division capverdienne, le Campeonato Nacional. Après une phase régionale qualificative disputée sur chacune des neuf îles habitées de l'archipel, les onze meilleures équipes et le tenant du titre disputent le championnat national, joué en deux phases :
- une phase de poules (deux poules de six équipes) dont seuls les deux premiers accèdent à la phase finale
- une phase finale à élimination directe (demi-finales et finale) en matchs aller et retour qui détermine le vainqueur du championnat

C’est le Boavista FC qui remporte la compétition cette saison, après avoir battu le tenant du titre, le Sporting Clube da Praia en finale nationale. Il s'agit du troisième titre de champion du Cap-Vert de l’histoire du club, qui réussit même le doublé en s'imposant en finale de la Coupe du Cap-Vert.

## Les clubs participants
- Île de Boa Vista :
  - Sporting Clube da Boa Vista
- Île de Brava :
  - Sport Clube Morabeza
- Île de Fogo :
  - Botafogo FC
- Île de Maio :
  - CD Barreirense
- Île de Sal :
  - Académico do Aeroporto
- Île de Santiago :
  - Sporting Clube da Praia (tenant du titre)
  - Scorpions Vermelho (zone Nord)
  - Boavista FC (zone Sud)
- Île de Santo Antão :
  - Solpontense FC (zone Nord)
  - Clube Sportivo Maritimo (zone Sud)
- Île de São Nicolau:
  - Grupo Deportivo Ribeira Brava
- Île de São Vicente:
  - Batuque Futebol Clube

## Compétition

### Phase de poules
Le barème utilisé pour établir le classement est le suivant :
- Victoire : 3 points
- Match nul : 1 point
- Défaite, forfait ou abandon : 0 point

| Rang | Équipe                  | Pts | J | G | N | P | Bp | Bc | Diff |
| ---- | ----------------------- | --- | - | - | - | - | -- | -- | ---- |
| 1    | Batuque Futebol Clube   | 9   | 5 | 2 | 3 | 0 | 9  | 3  | +6   |
| 2    | Boavista FC             | 8   | 5 | 2 | 2 | 1 | 15 | 8  | +7   |
| 3    | Clube Sportivo Maritimo | 7   | 5 | 2 | 1 | 2 | 7  | 9  | -2   |
| 4    | Sport Clube Morabeza    | 6   | 5 | 1 | 3 | 1 | 5  | 4  | +1   |
| 5    | Botafogo FC             | 5   | 5 | 1 | 2 | 2 | 8  | 13 | -5   |
| 6    | Solpontense FC          | 4   | 5 | 1 | 1 | 3 | 7  | 14 | -7   |

| Rang | Équipe                      | Pts | J | G | N | P | Bp | Bc | Diff |
| ---- | --------------------------- | --- | - | - | - | - | -- | -- | ---- |
| 1    | Académico do Aeroporto      | 13  | 5 | 4 | 1 | 0 | 12 | 4  | +8   |
| 2    | Sporting Clube da PraiaT    | 11  | 5 | 3 | 2 | 0 | 16 | 6  | +10  |
| 3    | Scorpions Vermelho          | 6   | 5 | 2 | 0 | 3 | 7  | 8  | -1   |
| 4    | Sporting Clube da Boa Vista | 5   | 5 | 1 | 2 | 2 | 4  | 8  | -4   |
| 5    | Desportivo Ribeira Brava    | 4   | 5 | 1 | 1 | 3 | 6  | 12 | -6   |
| 6    | CD Barreirense              | 0   | 5 | 0 | 0 | 5 | 5  | 12 | -7   |

### Phase finale
|  | Demi-finales             | Demi-finales             | Demi-finales             | Demi-finales             |             |             | Finale | Finale | Finale | Finale |
|  |                          |                          |                          |                          |             |             |        |        |        |        |
|  |                          |                          |                          |                          |             |             |        |        |        |        |
|  | Boavista FCe             | Boavista FCe             | 0                        | 1                        |             |             |        |        |        |        |
|  | Boavista FCe             | Boavista FCe             | 0                        | 1                        |             |             |        |        |        |        |
|  | Académico do Aeroporto   | Académico do Aeroporto   | 0                        | 1                        |             |             |        |        |        |        |
|  | Académico do Aeroporto   | Académico do Aeroporto   | 0                        | 1                        | Boavista FC | Boavista FC | 2      | 0      |        |        |
|  |                          |                          |                          |                          | Boavista FC | Boavista FC | 2      | 0      |        |        |
|  |                          |                          | Sporting Clube da PraiaT | Sporting Clube da PraiaT | 0           | 1           |        |        |        |        |
|  | Sporting Clube da PraiaT | Sporting Clube da PraiaT | Sporting Clube da PraiaT | Sporting Clube da PraiaT | 0           | 1           | 1      | 1      |        |        |
|  | Sporting Clube da PraiaT | Sporting Clube da PraiaT |                          |                          |             |             |        | 1      |        |        |
|  | Batuque Futebol Clube    | Batuque Futebol Clube    | 0                        | 1                        |             |             |        |        |        |        |
|  | Batuque Futebol Clube    | Batuque Futebol Clube    | 0                        | 1                        |             |             |        |        |        |        |

## Bilan de la saison
| Championnat du Cap-Vert de football 2010 |                        |
| Champion                                 | Boavista FC (3e titre) |
| Coupes et trophées                       |                        |
| Vainqueur de la Coupe du Cap-Vert 2010   | Boavista FC            |
| Qualifications continentales             |                        |
| Ligue des champions de la CAF 2011       | Aucun                  |
| Coupe de la confédération 2011           | Aucun                  |
| Promotions et relégations                |                        |
| Promus en Campeonato Naçional            | Aucun                  |
| Relégués                                 | Aucun                  |